# MarcoPolo
MarcoPolo er et dansk rejsebureau, der i 1982 blev stiftet af Bethsy Holk og Ingrid Emonds. MarcoPolo hed tidligere Hannibal og Marco Polo.

## Eksterne links
MarcoPolos hjemmeside Arkiveret 6. marts 2019 hos  Wayback Machine